# Опалев, Алексей Константинович
Алексей Константинович Опалев (17 марта 1925, Вятский уезд, Вятская губерния — 6 октября 1943, Стольное, Черниговская область) — советский военнослужащий. Участник Великой Отечественной войны. Герой Советского Союза (1944, посмертно). Гвардии младший сержант.

## Биография
Алексей Константинович Опалев родился 17 марта 1925 года в деревне Опали Вятского уезда Вятской губернии (ныне Зуевский район Кировской области) в семье рабочих-железнодорожников Константина Ефимовича и Марины Артемьевны Опалевых. Русский. В начале 30-х годов семья Опалевых переехала в посёлок Зуевку. Здесь в 1942 году Алексей Опалев окончил 9 классов школы № 38.
В ряды Рабоче-крестьянской Красной Армии А. К. Опалев был призван Зуевским райвоенкоматом 22 декабря 1942 года. Окончил школу младших командиров. В действующей армии младший сержант А. К. Опалев с 24 августа 1943 года в должности командира отделения 3-го стрелкового батальона 29-го гвардейского стрелкового полка 12-й гвардейской стрелковой дивизии 61-й армии, находившейся в резерве Верховного Главнокомандования. В боях с немецко-фашистскими захватчиками с 7 сентября 1943 года на Центральном фронте. Особо отличился в ходе Битвы за Днепр.
Преследуя отступающего противника, передовые отряды 12-й гвардейской стрелковой дивизии в ходе Черниговско-Припятской операции в конце сентября 1943 года вышли к Днепру в районе села Любеч Черниговской области Украинской ССР. На рассвете 29 сентября 1943 года рота гвардии лейтенанта Д. А. Кудрявицкого скрытно форсировала водную преграду. Первым на правый берег реки у белорусского села Глушец высадилось отделение гвардии младшего сержанта Опалева. Алексей Константинович одним из первых ворвался в немецкие траншеи и уничтожил расчёт немецкого пулемёта. В течение нескольких дней рота вела бой с превосходящими силами противника. 30 сентября 1943 года при отражении вражеской контратаки в рукопашной схватке младший сержант Опалев уничтожил пять немецких солдат и одного офицера. 1 октября 1942 года гвардейцы отразили 13 контратак немцев. В ходе боя А. К. Опалев заменил погибшего командира взвода. В боях за удержание и расширение плацдарма 1 октября 1942 года Алексей Константинович был тяжело ранен. Его подобрали санитары из другой части и эвакуировали на левый берег Днепра. Однако спасти его не удалось. 6 октября 1943 года он скончался в госпитале в селе Стольное Черниговской области.
Указом Президиума Верховного Совета СССР «О присвоении звания Героя Советского Союза генералам, офицерскому, сержантскому и рядовому составу Красной Армии» от 15 января 1944 года за «образцовое выполнение боевых заданий командования по форсированию реки Днепр и проявленные при этом отвагу и геройство» гвардии младшему сержанту Опалеву Алексею Константиновичу было присвоено звание Героя Советского Союза посмертно.

### Дата смерти и место захоронения
Согласно архивам Министерства обороны СССР Герой Советского Союза А. К. Опалев был похоронен в братской могиле в центре украинского села Стольное. Имя Героя Советского Союза А. К. Опалева также фигурирует среди захороненных в братской могиле села Любеч.
Имеющиеся на сегодняшний день документы не позволяют сделать окончательный вывод, где же в действительности похоронен Герой Советского Союза А. К. Опалев. Если он погиб 1.10.1943 года у белорусского села Глушец, то он с большей долей вероятности похоронен в Любече. Однако, против этой версии говорят следующие факты:
1) Наличие фамилии Героя Советского Союза А. К. Опалева в списке захороненных в братской могиле в селе Стольном и запись о том, что Алексей Опалев умер в местном госпитале 6.10.1943.
2) Формальный подход официальных властей при увековечивании памяти Героя Советского Союза А. К. Опалева на мемориале в Любече, где его фамилия написана с ошибкой и неверно указан год гибели.
3) В 1968 году, уже после открытия памятника в Любече, отец А. К. Опалева и его сестра посещали могилу в Стольном, а не в Любече и вероятно имели на это какие-то основания.
4) И наконец, история с Героем Советского Союза С. В. Харламовым. Сергей Васильевич был как и Опалев в составе десантной группы Д. А. Кудрявицкого и также в своей части числился погибшим 1.10.1943 года у села Глушец. Его, как и Опалева, подобрали санитары из другой части. Герой Советского Союза Харламов до 1970 года также числился среди похороненных в братской могиле в Любече, но после визита Сергея Васильевича в Любеч табличку с его именем пришлось убрать.

## Награды
- Медаль «Золотая Звезда» (15.01.1944, посмертно);
- орден Ленина (15.01.1944, посмертно).

## Память
- Имя Героя высечено золотыми буквами в зале Славы Центрального музея Великой Отечественной войны в Парке Победы г. Москва.
- Имя Героя Советского Союза увековечено на мемориальных досках в честь Героев Советского Союза — уроженцев Кировской области в парке Дворца пионеров города Кирова.
- На могиле Героя установлен надгробный памятник.
- Мемориальная доска в честь Героя Советского Союза А. К. Опалева установлена на здании школы № 38 посёлка Зуевка Кировской области.
- Имя Героя выбито на гранитной стеле на Аллее Славы в парке Победы города Кирова.

## Комментарии
1. ↑  Деревня находилась на территории современного Семушинского сельского округа Зуевского района Кировской области недалеко от села Волчье. Деревня ныне не существует[1].

## Документы
- Общедоступный электронный банк документов «Подвиг Народа в Великой Отечественной войне 1941—1945 гг.» Дата обращения: 26 июня 2012. Архивировано из оригинала 13 марта 2012 года.

Представление к званию Героя Советского Союза. Дата обращения: 26 июня 2012. Архивировано 27 сентября 2012 года.
Указ Президиума Верховного Совета СССР. Дата обращения: 26 июня 2012. Архивировано 27 сентября 2012 года.
Ходатайство на имя Верховного Главнокомандующего. Дата обращения: 26 июня 2012. Архивировано 27 сентября 2012 года.
Информация из списка награждённых. Дата обращения: 26 июня 2012. Архивировано 27 сентября 2012 года.
- Обобщенный банк данных «Мемориал». Дата обращения: 26 июня 2012. Архивировано из оригинала 10 мая 2012 года.

Учётная карточка захоронения ЗУ380-25-418 в селе Стольное. Дата обращения: 26 июня 2012. Архивировано 27 сентября 2012 года.
схема захоронения ЗУ380-25-418 в селе Стольное. Дата обращения: 26 июня 2012. Архивировано 27 сентября 2012 года.
Внешний вид захоронения ЗУ380-25-418 в селе Стольное. Август 1992 года. Дата обращения: 26 июня 2012. Архивировано 27 сентября 2012 года.
Список захоронения ЗУ380-25-418. Дата обращения: 26 июня 2012. Архивировано 6 октября 2012 года.